# سانت‌اوفمیا دآسپرومونته
سانت‌اوفمیا دآسپرومونته (به ایتالیایی: Sant'Eufemia d'Aspromonte) یک کومونه در ایتالیا است که در استان رجو کالابریا واقع شده‌است. سانت‌اوفمیا دآسپرومونته ۳۲٫۹ کیلومتر مربع مساحت و ۴٬۰۶۱ نفر جمعیت دارد.